# 1,2-Dicloroetà
L'1,2-dicloroetà, també conegut com a dicloroetà, clorur d'etilè, diclorur d'etilè, EDC o líquid holandès; és un compost orgànic classificat com a organoclorat. L'estructura química de l'1,2-dicloroetà consisteix en dos carbonis enllaçats per un enllaç covalent i dos àtoms d'hidrogen i un de clor enllaçats a cada carboni.
A temperatura ambient, l'1,2-dicloroetà es presenta com un líquid incolor amb una olor característica, similar a la del cloroform. L'1,2-dicloroetà forma azeòtrops amb molts altres solvents, incloent-hi l'aigua (a un punt d'ebullició de 70,5 °C) i altres organoclorats. Aquest compost químic és fabricat en laboratoris degut a que no es troba de manera natural en el medi.

## Història
El 1794, el metge Jan Rudolph Deiman, el comerciant Adriaan Paets van Troostwijk, el químic Anthoni Lauwerenburg, i el botànic Nicolaas Bondt, sota el nom de la Societat dels Químics Neerlandesos (en neerlandès: Gezelschap der Hollandsche Scheikundigen), van realitzar la primera producció d'1,2-dicloroetà. Aquesta síntesi es va dur a terme a partir del gas olefiant (conegut com a gas de fer oli o etè) i del gas clor. Tot i que la Societat no va emprendre molta recerca científica profunda en la pràctica, les seves contribucions i publicacions van ser àmplament respectades. Un dels reconeixements que van rebre va ser el fet que l'1,2-dicloroetà va ser anomenat "oli neerlandès" en el camp de la química antiga. Aquesta designació també va donar origen al terme arcaic "gas olefiant" per referir-se a l'etè, ja que en aquest procés era l'etè el que produïa l'oli neerlandès. A més, "gas olefiant" és l'origen etimològic del terme modern "olefines", la família d'hidrocarburs de la qual l'etè és el membre fundacional.

## Propietats
L'1,2-dicloroetà presenta una massa molar de 98,96 g/mol, exhibeix una densitat d'1,253 g/cm³ a 20 °C, un índex de refracció d'1,4449, un punt d'ebullició de 83 °C i un punt de fusió de –35 °C a 1 atmosfera de pressió.
En entorns aquosos, l'1,2-dicloroetà demostra una solubilitat moderada, amb una concentració màxima en aigua de 8,69 g/l a 20 °C. La pressió de vapor d'aquest compost es situa en 8,5 kPa a la mateixa temperatura, indicant la seva propensió a volatilitzar-se. A l'atmosfera, aconsegueix concentracions de saturació de 350 g/m³ a 20 °C i 537 g/m³ a 30 °C.
Els coeficients de partició de l'1,2-dicloroetà aclareixen encara més el seu comportament en diferents mitjans: presenta un coeficient de repartiment octanol-aigua (Kow) d'1,76 i un coeficient de repartiment carboni orgànic-aigua (Koc) d'1,28. La seva constant de la llei de Henry es mesura a 111,5 Pa m³/mol a 25 °C.
Tot i la seva utilitat, l'1,2-dicloroetà té certs riscos a causa de la seva inflamabilitat, ja que presenta un punt d'inflamabilitat que varia d'entre els 12 °C i els 15 °C i límits d'inflamabilitat a l'aire d'entre 275 i 700 mg/litre. Aquestes característiques subratllen la importància de manejar i emmagatzemar aquest compost amb la precaució adequada en entorns industrials.
Finalment, cal destacar que l’1,2-dicloroetà és altament inflamable i allibera àcid clorhídric quan es combustiona:
{\displaystyle {\ce {ClC2H4Cl + 5/2 O2 -> 2 CO2 + H2O + 2 HCl}}}

## Preparació
Aproximadament, uns 20 milions de tones d'1,2-dicloroetà es produeixen anualment en els Estats Units d'Amèrica, en l'Europa Occidental i en el Japó. La producció es duu a terme principalment a través de la reacció catalitzada pel clorur de ferro(III) d’etè i clor (ΔH⊖r = −218 kJ/mol):
{\displaystyle {\ce {H2C=CH2 (g) + Cl2 (g) -> ClC2H4Cl (l)}}}
L’1,2-dicloroetà també es pot generar a través de l'oxicloració de l'etè catalitzat per clorur de coure(II):
{\displaystyle {\ce {H2C=CH2 + 2 HCl + 1/2 O2 -> ClC2H4Cl + H2O}}}

## Usos
En el passat l'1,2-dicloroetà s'ha utilitzat com a desengreixant i eliminador de pintura, encara que actualment està prohibit el seu ús a causa de la seva toxicitat i possible carcinogenicitat. També es va utilitzar en revestiments, adhesius i com a fumigant, encara que aquests usos també s'han prohibit pel mateix motiu. Històricament, abans que es retirés la gasolina amb plom, l’1,2-dicloroetà es va emprar com a additiu antidetonant en la gasolina, fent la funció d’agent de neteja per prevenir l'acumulació de plom.

### Producció del monòmer de clorur de vinil (VCM)
Actualment, aproximadament un 95 % de la producció mundial d'1,2-dicloroetà s'utilitza en la producció de clorur de vinil (VCM, cloroetè), amb clorur d'hidrogen com a subproducte segons la reacció:
{\displaystyle {\ce {ClC2H4Cl -> H2C=CHCl + HCl}}}

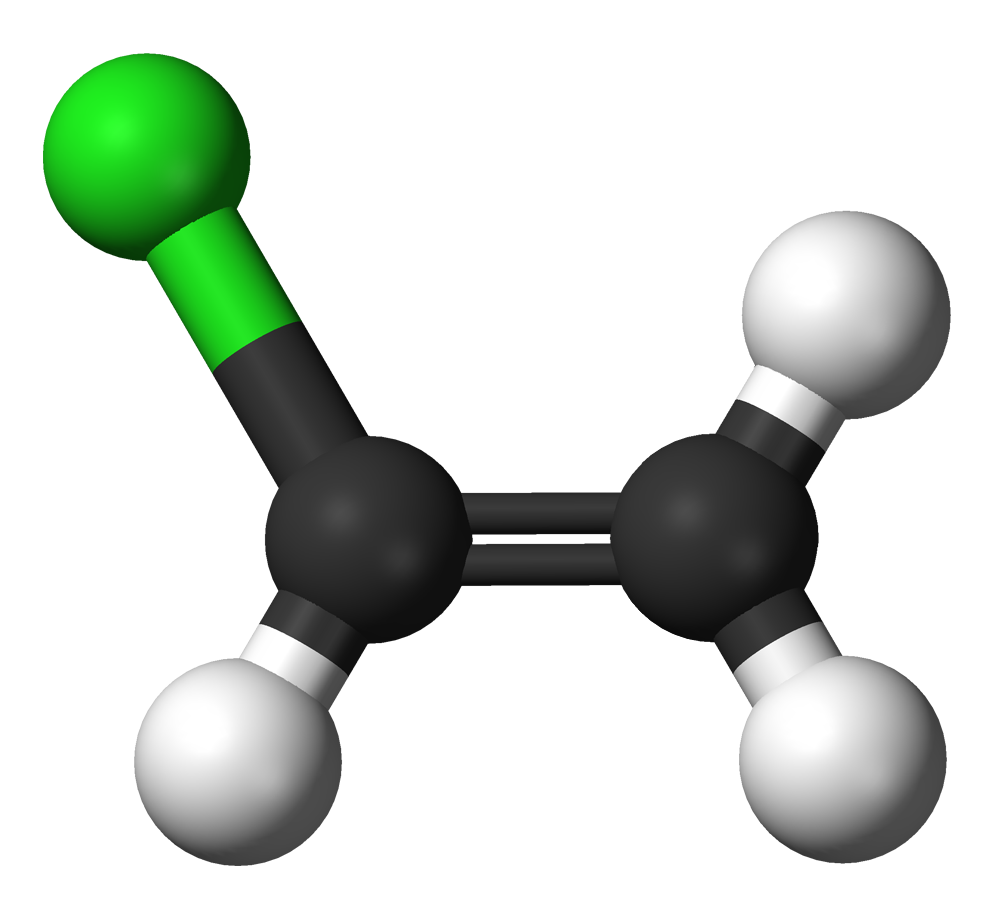
Molècula de clorur de vinil (VCM). La producció de VCM és el principal ús que se li dona a l'1,2-dicloroetà.

El clorur de vinil és un compost molt demandat actualment, que es fa servir per fabricar diversos productes de plàstic i vinil, incloent-hi principalment el clorur de polivinil (PVC), en addició de mobles i revestiments d’automòbils, revestiments de parets, articles per a la llar i peces d’automòbils.

### Altres usos
L'1,2-dicloroetà també s'utilitza com a reactiu útil en la síntesi de molècules orgàniques diverses i en el laboratori, de manera ocasional, s'utilitza com a font de clor.

## Toxicitat

### Nivells mediambientals i exposició humana mitjana
Les concentracions mitjanes d'1,2-dicloroetà en enquestes recents de l'aire ambiental en àrees de ciutats no dominades per fonts d'emissió varien de 0,07 a 0,28 µg/m³, mentre que els nivells mitjans en l'aire interior residencial es reporten en un interval de <0,1 a 3,4 µg/m³. En l'aigua potable, les concentracions mitjanes són generalment inferiors a 0,5 µg/litre. L'1,2-dicloroetà rarament ha estat detectat en aliments en enquestes recents i, ja que té baix potencial d'acumulació biològica, és poc probable que els aliments siguin una font important d'exposició.
Basant-se en estimacions de l'exposició mitjana a partir de diversos mitjans, la font predominant d'exposició a l'1,2-dicloroetà per part de la població general és l'aire interior i exterior, amb quantitats nominals contribuïdes per l'aigua potable. La ingesta d'1,2-dicloroetà a través dels aliments molt probablement és negligible. La quantitat inhalada en l'aire ambient pot ser major a prop de fonts industrials.

### Efectes en humans
La inhalació d'1,2-dicloroetà pot causar una sèrie d'efectes adversos en la salut. A curt termini, pot provocar irritació en les vies respiratòries, tos i dificultat per respirar. En casos més greus, pot induir arrítmies cardíaques i depressió del sistema nerviós central, que pot portar a símptomes com marejos, somnolència, pèrdua de la coordinació i, en casos extrems, pèrdua de la consciència. L’exposició crònica pot resultar en danys en el fetge i els ronyons. A més, la inhalació d’aquesta substància pot derivar en asfixia degut a la seva elevada pressió de vapor.
La ingestió d’1,2-dicloroetà pot causar cremades a la boca i l’esòfag, resultant en dolor abdominal, nàusees i vòmits. En casos greus, pot haver-hi risc de pneumonitis per aspiració, una condició en la qual el material de l’estómac entra als pulmons i causa inflamació. L’exposició crònica pot resultar en dany hepàtic i renal. La dosi letal oral d’1,2-dicloroetà en éssers humans s'estima que es troba entre 20 i 50 ml. S'han informat casos de mort per arrítmia cardíaca després de la ingestió de grans dosis úniques d’1,2-dicloroetà (50-75,2 g).
El contacte amb la pell amb l’1,2-dicloroetà pot causar irritació i dermatitis. El contacte ocular pot causar irritació ocular significativa, manifestada com a enrogiment, picor i dolor en els ulls. En alguns casos, pot haver-hi lesions a l’epiteli corneal, que és la capa externa transparent dels ulls. Aquestes lesions poden causar visió borrosa, sensibilitat a la llum i la sensació de tenir un cos estrany a l’ull. En casos greus, pot haver-hi risc de lesions oculars permanents.
Els efectes sistèmics, que es donen quan l’1,2-dicloroetà ingressa a l’interior del cos i es reparteix per tot el sistema a través del torrent sanguini inclouen excitació, que es manifesta com a augment de l’activitat física i mental; mal de cap, que pot variar des de lleu a sever; i vertigen, que és una sensació de gir o moviment. Aquests símptomes poden conduir a somnolència, atàxia (pèrdua de control dels moviments del cos) i disàrtria (parla endarrerida o lenta). En casos greus, pot aparèixer coma, que és un estat d’inconsciència profund; i depressió respiratòria, que és una disminució de la capacitat per respirar. A més, l’1,2-dicloroetà pot ser nefrotòxic, causant danys als ronyons; i hepatotòxic, causant danys al fetge; en exposicions grans o cròniques.

### L'1,2-dicloroetà i el càncer
L'1,2-dicloroetà és una substància que ha sigut objecte de diversos estudis degut a la seva potencial carcinogenicitat. No obstant això, les conclusions d'aquests estudis presenten una certa ambigüitat, sobretot quan es comparen els resultats obtinguts en animals i en humans.
Els estudis en animals han demostrat que l'1,2-dicloroetà pot ser cancerigen, segons l'Institut Nacional de Seguretat i Salut en el Treball. En canvi, la situació en humans és més complexa. Diverses agències i organitzacions han revisat estudis per avaluar si l'1,2-dicloroetà podria causar càncer en les persones. Per exemple, l'Agència de Protecció Ambiental dels Estats Units (EPA) ha classificat l'1,2-dicloroetà com a possible cancerigen en humans. No obstant això, altres organitzacions, com la ACGIH (American Conference of Governmental Industrial Hygienists), han classificat l'1,2-dicloroetà en la categoria A4, indicant que no es pot classificar com a carcinogen per a humans.
Així doncs, malgrat l'evidència contundent de la potencial carcinogenicitat de l'1,2-dicloroetà en animals, les conclusions sobre la seva carcinogenicitat en humans varien segons l'organització. Tot i aquesta ambigüitat, l'evidència animal suggereix que l'1,2-dicloroetà podria tenir propietats cancerígenes. Per tant, es recomana adoptar totes les mesures de seguretat necessàries en la manipulació d'aquesta substància, malgrat la falta de conclusions definitives.